# Tippu Tip
Tippu Tip, egentligen Hamed bin Mohammed el Marjebi, född 1837, död 1905 i Zanzibars stenstad i Sultanatet Zanzibar, var en handelsman, plantageägare och guvernör från Zanzibar. Han ledde flera handelsrutter i Östafrika, och är en av historiens mest kända slavhandlare.